# ميرانه
ميرانه (بالألمانية: Meerane) هي بلدة ألمانية تقع في ألمانيا في ساكسونيا.  يقدر عدد سكانها بـ 16,517 نسمة .

## المدن التوأمة
مدينة لوراخ هي مدينة توأمة لـميرانه.

## أعلام
- فلاديسلاف الثاني ملك بوهيميا
- روديغر ماي
- رالف آرثر روبرتس
- ريتشارد هوفمان
- كريستيان جيرهارد ليوبولد